# Jóemberek
A Jóemberek (eredeti cím: Good People) 2014-ben bemutatott amerikai akcióthriller, melyet Ruben Genz Henrik rendezett. A forgatókönyvet Kelly Masterson írta, Marcus Sakey 2008-as Good People című regénye alapján. A főbb szerepekben James Franco, Kate Hudson, Omar Sy, Tom Wilkinson és Sam Spruell látható.
A film forgatása 2013. június 1-jén kezdődött a Shepperton Studiosban, valamint Londonban. Az Amerikai Egyesült Államokban 2014. szeptember 26-án mutatták be a mozikban. Magyarországon DVD-n jelent meg szinkronizálva 2016. március 3-án.

## Cselekmény
A történet középpontjában egy fiatal pár, Tom és Anna Wright áll, akik súlyos adósságokkal élnek Londonban. Hamarosan egy táskányi pénzre bukkannak az egyik bérlőjük halálát követően, azonban rövidesen a túlélést kell küzdeniük.

## Szereplők
| Szerep                             | Színész          | Magyar hang        |
| ---------------------------------- | ---------------- | ------------------ |
| Tom Wright                         | James Franco     | Minárovits Péter   |
| Anna Wright                        | Kate Hudson      | Bognár Anna        |
| Dzsingisz Kán                      | Omar Sy          | Láng Balázs        |
| John Halden felügyelő              | Tom Wilkinson    | Forgács Gábor      |
| Sarah, Anna barátnője              | Anna Friel       | Sipos Eszter Anna  |
| Jack Witkowski                     | Sam Spruell      | Czvetkó Sándor     |
| Ray Martin                         | Oliver Dimsdale  | Markovics Tamás    |
| Marie Halden, a felügyelő felesége | Diana Hardcastle | Menszátor Magdolna |
| Mike Calloway, Tom főnöke          | Michael Jibson   | Kossuth Gábor      |